# LiveStreet
LiveStreet — система управления содержимым с открытым исходным кодом, написанная на языке PHP. Применяется для создания блогов и социальных сетей, а также может применяться в качестве PHP фреймворка. Благодаря архитектуре MVC, плагинам и шаблонам smarty может гибко расширяться под нужные цели.

## История
Проект LiveStreet был основан в 2008 году россиянином Максимом Мжельским, который и поныне является руководителем проекта. Функциональность CMS расширяется дополнительными модулями. За два года существования проекта был разработан ряд дополнительных модулей, расширяющих базовые функции CMS. В 2010 году LiveStreet прошел в пятерку финалистов в конкурсе Open Source Awards в номинации «Most Promising Open Source Project». На сегодняшний день на этой CMS в сети работает порядка 500 сайтов различной тематики.
В дальнейшем поддержка проекта основными разработчиками сошла на нет,  в основном и из-за невозможности монетизировать проект, за счёт продажи плагинов. Актуальными версиями остались:
- LiveSreet 1.0.3. у которой самое большое количество плагинов
- и более современная LiveSreet 2.0.1. у которой совместимых плагинов гораздо меньше.

В 2020  году программистом @sersar в LiveStreet была добавлена поддержка PHP 5.6-7.4 но при этом была утеряна совместимость с частью старых плагинов, которые были заброшены своими разработчиками.
В настоящее время CMS LiveStreet может быть установлена для коммерческого использования только с помощью PHP программиста.

## Возможности
- Ведение персональных блогов
- Возможность создания коллективных блогов
- Система рейтингов блогов, топиков, комментариев, пользователей
- Система голосования за блоги, топики, комментарии, пользователей
- Функциональные комментарии на Ajax’е с возможностью навигации
- Полнотекстовый поиск по сайту с использованием Sphinx
- Возможность добавлять топики в избранное
- Автоподстановка тегов
- Коллективная внутренняя почта
- Система контроля доступа (ACL) к разным возможностям сети(создание блога, возможность голосования и т. п.)
- Возможность создать закрытый сайт
- Система инвайтов
- Возможность создание топиков-ссылок
- Возможность создание топиков-опросов
- Администрирование своих блогов
- Назначение модераторов блогов
- Настройки оповещений на емайл
- Ограничение по времени на голосования за топики и комментарии
- Возможность экранирования ссылок от поисковиков

## Требования
Для корректной работы LiveStreet необходим PHP версии 5.6-7.4 с поддержкой расширения mbstring, база данных MySQL 5 и желательно с поддержкой InnoDB. InnoDB обеспечивает лучшую производительность и гарантирует сохранение целостности связанных данных.
LiveStreet может работать как на веб сервере Apache 2 с включенным модулем mod_rewrite, так и на nginx + FastCGI.
В версии от 11 июля 2020 добавлена поддержка PHP 7.4 в версии LiveStreet 2.1 и 1.0.3.